# 1843 na arte

## Nascimentos
| Data         | Nome                    | Profissão  | Nacionalidade | Observações | Ref   |
| ------------ | ----------------------- | ---------- | ------------- | ----------- | ----- |
| 21 de março  | Ricardo Velázquez Bosco | arquitecto | Espanha       | m. 1843     | [ 1 ] |
| 29 de agosto | Alfred Agache           | pintor     | França        | m. 1915     |       |

## Mortes
| Data           | Nome          | Profissão | Nacionalidade  | Observações | Ref |
| -------------- | ------------- | --------- | -------------- | ----------- | --- |
| 10 de novembro | John Trumbull | pintor    | Estados Unidos | n. 1756     |     |